# Fissidens rosulatus
Fissidens rosulatus är en bladmossart som beskrevs av Potier de la Varde 1938. Fissidens rosulatus ingår i släktet fickmossor, och familjen Fissidentaceae. Inga underarter finns listade i Catalogue of Life.